# Cratere Mursan
Mursanè un cratere sulla superficie di Marte.